# Capasa herois
Capasa herois là một loài bướm đêm trong họ Geometridae.